# Stylidium uniflorum
Stylidium uniflorum är en tvåhjärtbladig växtart som beskrevs av Otto Wilhelm Sonder. Stylidium uniflorum ingår i släktet Stylidium och familjen Stylidiaceae. Inga underarter finns listade i Catalogue of Life.